# Облога Теребовлі (1675)
Облога Теребовлі — епізод з військової історії Теребовлі, Теребовлянського замку.
20 вересня 1675 р. після взяття Бару, Збаража, Підгайців 10-тисячна армія паші Сердара Ібрагіма Шішмана підійшла до мурів Теребовлянського замку. Облога замку тривала кілька днів, замок був під безперервним обстрілом. Стіни замку в певних місцях були зруйновані, провіанту не було, тож комендант фортеці Ян Самуель Хшановський вирішив на ранок здати замок, але його дружина (друга) Анна Дорота (Зофія) зі зброєю в руках стала також до захисту замку. Своєю мужністю вона відвернула чоловіка і лицарство від здачі замку — він витримав облогу. Турецька армія зняла облогу і переправилась через Дністер.
Незважаючи на зусилля турків, захисникам замку вдалося утримати свої позиції після кількох атак. Однак через кілька днів нестача продовольства і води стала відчутною, і капітан Хшановський вирішив здатися в полон. Його дружина не погодилася з цим рішенням і погрожувала покінчити життя самогубством, якщо чоловік продовжить заплановану капітуляцію, тим самим загартувавши його волю і створивши позитивну атмосферу для оборони замку.  Крім того, Анна Дорота закликала захисників здійснити атаку на турецькі позиції, що призвело до великих втрат серед загарбників. Рішучість Хшановської підняла бойовий дух поляків, але їхні втрати також були великими. У ніч з 4 на 5 жовтня боєздатними залишилися лише 20 вояків. Зважаючи на небезпеку з боку військ Яна III Собеського, які зосередилися під Львовом, турки вирішили 11 жовтня припинити облогу.
Облога замку була в ті часи в усіх на устах. Існує багато картин і літературних творів, які описують подвиг захисників. За цей подвиг мешканці міста були звільнені від податків.
Зофії Хшановській мешканцями міста неподалік замку було поставлено пам'ятник, який пізніше зазнав руйнування. Відновлений (чи споруджений новий) скульптором Я. Бохенеком, зруйнований у 1940-х роках радянськими військами. 2012 року знову повністю відновлений (скульптор Роман Вільгушинський).

## Галерея

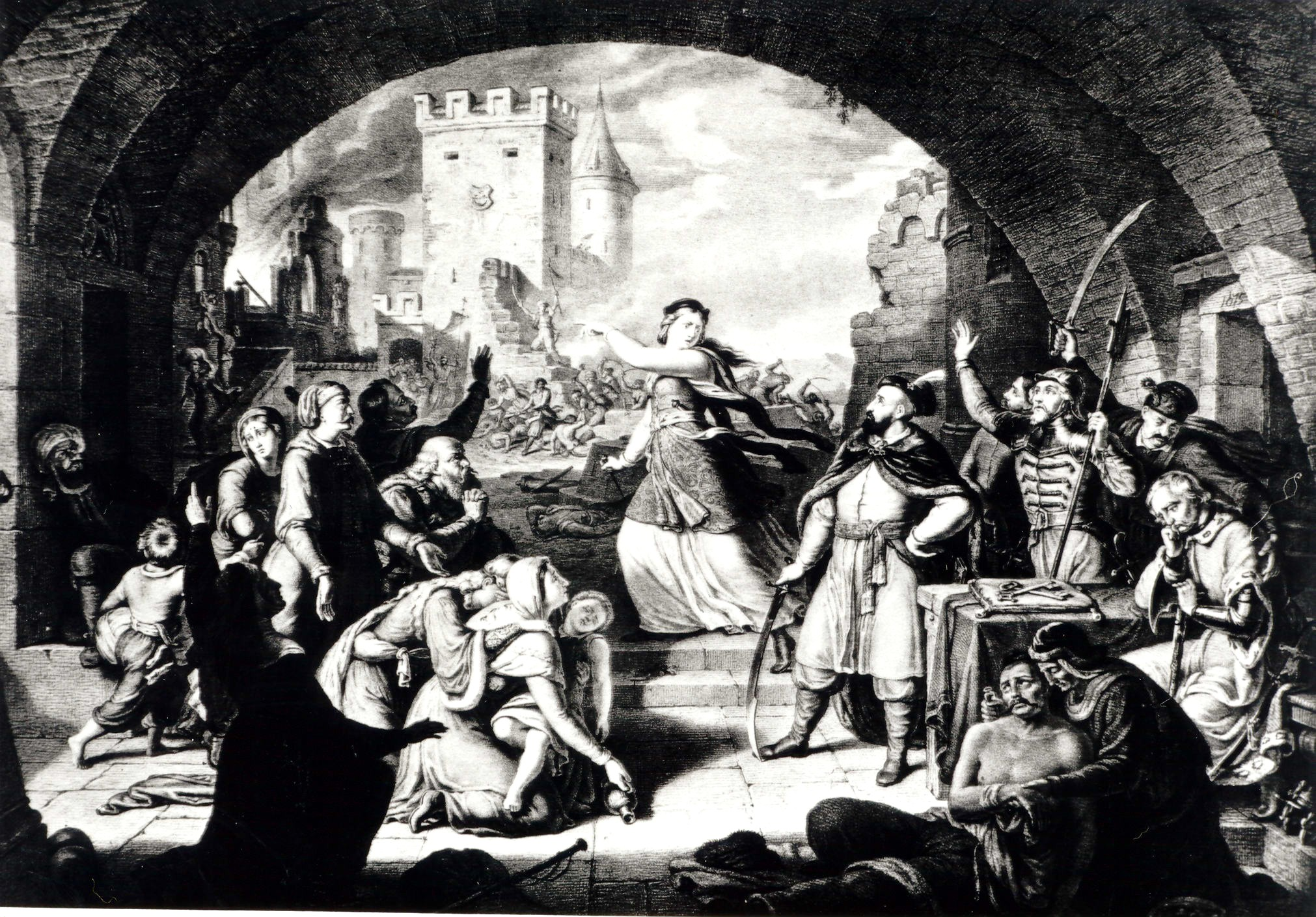
Олександер Лессер: Оборона Теребовлі
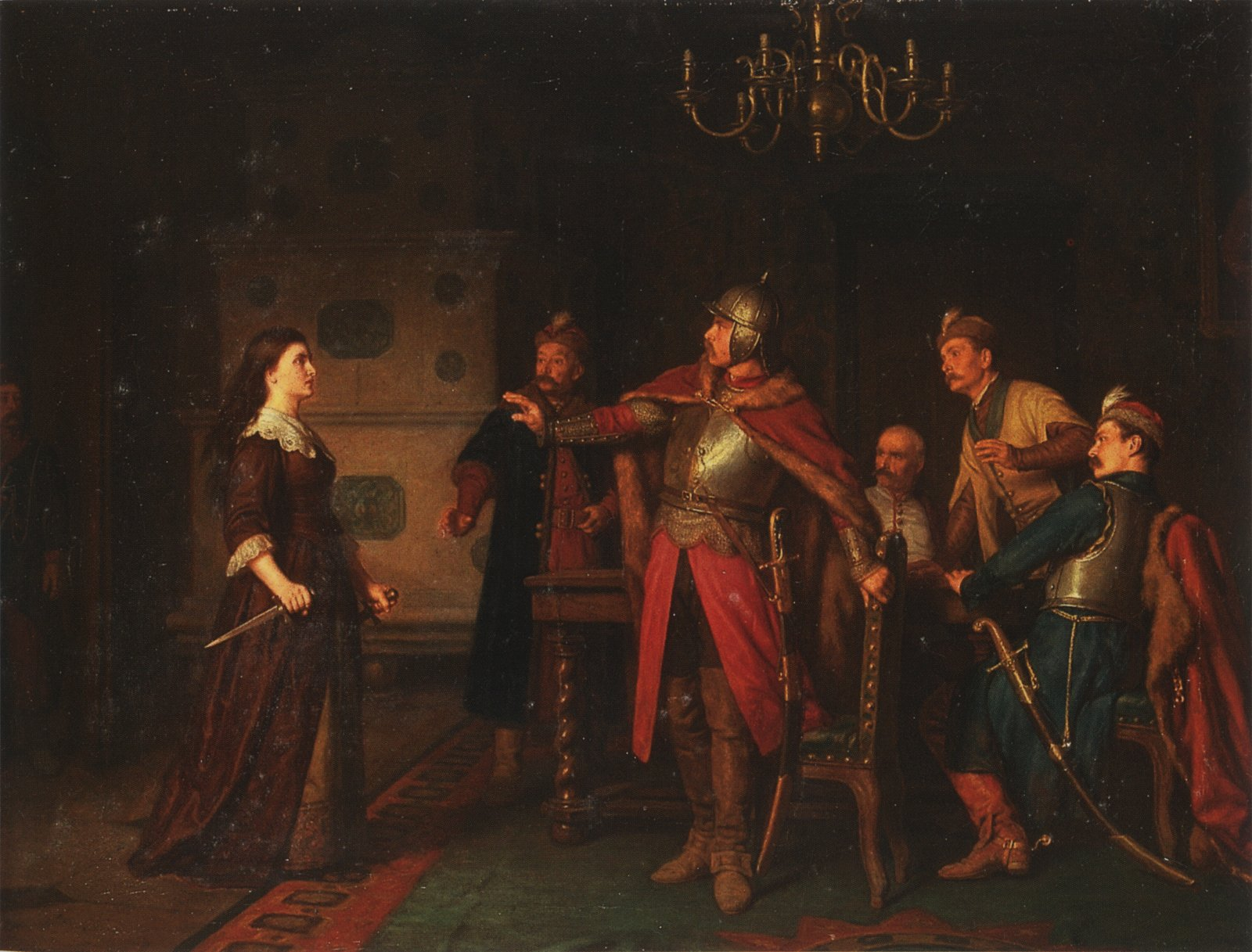
Леопольд Льофлер: Анна Дорота (Зофія) Хшановська